# Autostrada A2 (Szwajcaria)
Autostrada A2 – autostrada prowadząca przez Szwajcarię. Arteria stanowi najważniejszy szlak drogowy Szwajcarii biegnący z północy na południe kraju. Autostrada zaczyna swoją trasę w rejonie Bazylei. Tutaj, na krótkim odcinku przebieg A2 pokrywa się z autostradą A3. Dalej droga biegnie na południe przez Lucernę, wzdłuż Jeziora Czterech Kantonów dociera do głównego pasma Alp. Tutaj kulminacyjnym punktem trasy jest oddany do użytku w roku 1980 Tunel drogowy Świętego Gotarda. Przez nieco ponad 17 kilometrów autostrada ma tutaj tylko jedną jezdnię (w tunelu oraz przy jego wlocie i wylocie). Dalej A2 biegnie w kierunku Bellinzony, gdzie spotyka się z autostradą A13. W rejonie Chiasso A2 dociera do granicy szwajcarsko-włoskiej. Na całej długości droga jest elementem szlaku E35 oraz na odcinku z Bazylei do Aarburga z trasą E25. Przejazd trasą jest płatny – w Szwajcarii obowiązują winiety.